# Nicolas-Henri Jardin
Nicolas-Henri Jardin (Saint-Germain-des-Noyers, 1720 – Parigi, 1799) è stato un architetto francese.
Intendente delle costruzioni reali in Danimarca dal 1754, a lui si deve la celebre Marmorkirken, che portò a termine dopo aver sostituito Nicolai Eigtved. Introduttore del neoclassicismo in Danimarca, dal 1778 fu architetto reale di Francia.